# Брюан, Либераль
 Либераль Брюан (фр. Libéral Bruand; Libéral Bruant, ок. 1636, Париж — 22 ноября 1697, Париж) — французский архитектор, один из главных представителей «большого стиля» эпохи «Короля-Солнце» Людовика XIV, соединившего элементы классицизма и барокко. Брюан является автором комплекса зданий Дома инвалидов в Париже.

## Биография
Либераль Брюан происходит из старинной семьи потомственных строительных мастеров и архитекторов, известной с XVI века. Его отец, Себастьен Брюан (1602—1670), был генеральным мастером королевских плотницких работ. Старший брат — Жак Брюан (фр., 1620—1664), также архитектор. Либераль Брюан учился у Франсуа Блонделя Старшего.
В 1663 году Брюан стал королевским архитектором, затем унаследовал мастерскую своего отца и в 1670 году был назначен Генеральным мастером королевских плотницких работ (фр. Général des œuvres de charpenterie du royaume). Таким образом, он руководил всеми строительными работами Парижа и Версаля, что особенно важно, в период архитектурных преобразований, в частности застройки парижского квартала Маре.
В 1663 году Брюан женился на Катрин Нобле, дочери Мишеля Нобле, мастера работ и смотрителя общественных фонтанов в Париже. Вторым браком — на Катрин Вильдо, третьей дочери Мишеля Вильдо, каменщика из Крез, которая стала советником и архитектором строений короля Людовика XIV. От второго брака у Либераля Брюана было два сына: Мишель-Либераль (1653— ?), и Франсуа (1679—1732), который будет принят в 1706 году в Академию архитектуры.
Вместе со своим тестем Мишелем Нобле Либераль Брюан приобрел участок земли, расположенный в квартале Марэ. Построил собственный дом, а также соседний, известный как Hôtel Libéral Bruant. В 1666 году он восстановил Hôtel Vendôme (позднее разрушенный) и завершил с помощью Мишеля Вильдо реконструкцию Отеля Омон (фр.] для герцога и герцогини Омон.
С 1669 года Либераль Брюан работал вместе с Луи Лево, другим знаменитым архитектором «большого стиля». Король Людовик XIV для строительства Дома инвалидов в Париже выбрал проект Брюана, который и осуществил его в 1671—1676 годах. Брюан составил план оформления Вандомской площади, но в 1685 году проект был передан Ж. Ардуэн-Мансару.
В 1671 году Либераль Брюан был среди основателей Королевской академии архитектуры, которую возглавил Франсуа Блондель Старший, секретарём стал Андре Фелибьен.
Учеником Либераля Брюана был Ж. Ардуэн-Мансар, который, однако, в последующие годы видел в Брюане нежелательного конкурента, в частности при возведении купола церкви Дома инвалидов.
Либераль Брюан является автором книги «Посещение мостов Сены, Йонны, Армансона и других, составленной в 1684 году господином Брюаном, с планами, нарисованными Пьером Брюаном, его племянником» (Visite des bridges de Seine, Yonne, Armançon et autres, faîte en 1684 par le sieur Bruant, avec les plans dessinés par Pierre Bruant son neveu).

## Основные постройки
- 1656—1666: Базилика Нотр-Дам-де-Виктуар в Париже (Вasilique Notre-Dame-des-Victoires, à Paris)

- 1662: Ричмондский замок, Англия, для герцога Йоркского (Сhâteau de Richmond, en Angleterre, pour le duc d’York)

- 1670—1679: Капелла Госпиталя Сальпетриер в Париже (Hôpital de la Salpêtrière)

- 1671—1676: Дом инвалидов в Париже (Нôtel des Invalides, à Paris)

- 1685: Отель Либераль Брюан в Париже (Нôtel Libéral Bruant, à Paris)